# Amt Welzow
Das Amt Welzow war ein 1992 gebildetes Amt im Land Brandenburg, in dem sich zunächst fünf Gemeinden im damaligen Kreis Spremberg (heute Landkreis Spree-Neiße, Brandenburg) zu einem Verwaltungsverbund zusammengeschlossen hatten. Sitz der Amtsverwaltung war in der Stadt Welzow. Das Amt Welzow wurde 2003 aufgelöst. Es hatte Ende 2002 4553 Einwohner.

## Geographische Lage
Das Amt Welzow grenzte im Norden an die Ämter Altdöbern und Drebkau/Niederlausitz, im Osten an die amtsfreie Stadt Spremberg, im Süden an den Freistaat Sachsen und im Westen wieder an das Amt Altdöbern.

## Geschichte
Der Minister des Innern des Landes Brandenburg erteilte am 31. August 1992 seine Zustimmung zur Bildung des Amtes Welzow. Als Zeitpunkt des Zustandekommens des Amtes wurde der 10. September 1992 festgelegt. Das Amt hatte seinen Sitz in der geschäftsführenden Stadt Welzow und bestand zunächst aus fünf Gemeinden im damaligen Kreis Spremberg (in der Reihenfolge der Nennung im Amtsblatt):
1. Kausche
2. Haidemühl
3. Proschim
4. Schwarze Pumpe
5. Welzow

Das Amt Welzow hatte Ende 1992 9103 Einwohner. Bereits zum 1. Januar 1995 wechselte die Gemeinde Kausche vom Amt Welzow in das Amt Drebkau/Niederlausitz. Am 27. September 1998 wurde die Gemeinde Schwarze Pumpe in die Stadt Spremberg eingegliedert. Damit bestand das Amt Welzow nur noch aus zwei Gemeinden.
Am 26. Oktober 2003 wurde die Gemeinde Proschim per Gesetz in die Stadt Welzow eingegliedert. Das Amt Welzow wurde aufgelöst, die Stadt Welzow amtsfrei. Die Gemeinde Proschim klagte vor dem Verfassungsgericht des Landes Brandenburg gegen ihre Eingliederung in die Stadt Welzow. Die Klage wurde teils verworfen, im Übrigen zurückgewiesen.
Mit dem Gesetz über die Auflösung der Gemeinde Haidemühl wurde die Gemeinde aufgelöst. Als Zeitpunkt der Auflösung wurde das Datum festgesetzt, an dem sich drei Viertel der mit Hauptwohnsitz in der Gemeinde gemeldeten Einwohner tatsächlich umgesiedelt haben. Die untere Kommunalaufsichtsbehörde stellte den Zeitpunkt zum 31. Dezember 2005 fest.
Die Gemeinde Haidemühl wurde zum 1. Januar 2006 devastiert und musste dem Tagebau Welzow-Süd weichen. Der größte Teil der Einwohner wurde in den neu erbauten Ortsteil Haidemühl der Stadt Spremberg umgesiedelt. Die Gemarkung der früheren Gemeinde gehört zur Stadt Welzow.

## Amtsdirektoren
1995 war Helfried Skoddow zum Bürgermeister von Welzow und zum Amtsdirektor des Amtes Welzow gewählt worden. Er wurde zum 13. Januar 2003 abgewählt. Detlef Pusch übernahm vorübergehend die Amtsgeschäfte von Bürgermeister und Amtsdirektor. Ihm folgte Rainer Jestel als Bürgermeister und letzter Amtsdirektor des Amtes Welzow.

## Belege
1. 1 2  
Beitrag zur Statistik Landesbetrieb für Datenverarbeitung und Statistik Historisches Gemeindeverzeichnis des Landes Brandenburg 1875 bis 2005 19.13 Landkreis Spree-Neiße PDF
2. ↑  
Bildung der Ämter Herzberg (Elster), Groß Kreutz und Welzow. Bekanntmachung des Ministers des Innern vom 31. August 1992. Amtsblatt für Brandenburg - Gemeinsames Ministerialblatt für das Land Brandenburg, 3. Jahrgang, Nummer 75, 5. Oktober 1992, S. 1866/7.
3. ↑  
Wechsel der Gemeinde Kausche aus dem Amt Welzow in das Amt Drebkau/Niederlausitz. Bekanntmachung des Ministers des Innern vom 6. Januar 1995. Amtsblatt für Brandenburg - Gemeinsames Ministerialblatt für das Land Brandenburg, 6. Jahrgang, Nummer 5, 18. Januar 1995, S. 22.
4. ↑  
Eingliederung der Gemeinde Schwarze Pumpe in die Stadt Spremberg. Bekanntmachung des Ministeriums des Innern vom 20. Mai 1998. Amtsblatt für Brandenburg - Gemeinsames Ministerialblatt für das Land Brandenburg, 9. Jahrgang, Nummer 24, 24. Juni 1998, S. 566.
5. ↑  
Sechstes Gesetz zur landesweiten Gemeindegebietsreform betreffend die Landkreise Dahme-Spreewald, Elbe-Elster, Oberspreewald-Lausitz, Oder-Spree und Spree-Neiße (6.GemGebRefGBbg) vom 24. März 2003, Gesetz- und Verordnungsblatt für das Land Brandenburg, I (Gesetze), 2003, Nr. 05, S. 93
6. ↑  
Kommunalverfassungsbeschwerde der Gemeinde Proschim (Amt Welzow) gegen die Eingemeindung in die Stadt Welzow VerfGBbg, Beschluss vom 16.09.2004 - VfGBbg 52/03 -, www.verfassungsgericht.brandenburg.de
7. ↑  
Gesetz über die Auflösung der Gemeinde Haidemühl Vom 24. März 2003 (GVBl.I/03, Nr. 05, S. 93, 101)
8. ↑  
Gabi Böttcher: Auflösung der Gemeinde Haidemühl besiegelt Lausitzer Rundschau vom 30. Dezember 2005
9. ↑  Welzow hat neuen Bürgermeister (Memento vom 22. Februar 2014 im Internet Archive), Berliner Zeitung vom 19. Dezember 1995
10. ↑  
Melanie Heike Schmidt Skoddow geht – wer kommt? Lausitzer Rundschau vom 14. Januar 2003